# NGC 3569
NGC 3569 је лентикуларна галаксија у сазвежђу Велики медвед која се налази на NGC листи објеката дубоког неба.
Деклинација објекта је + 35° 27' 7" а ректасцензија 11h 12m 8,0s. Привидна величина (магнитуда) објекта NGC 3569 износи 13,3 а фотографска магнитуда 14,3. NGC 3569 је још познат и под ознакама UGC 6238, MCG 6-25-20, CGCG 185-18, PGC 34075.